# Evelyn Sears
Evelyn Georgianna Sears (Waltham, 9 marzo 1875 – Waltham, 10 novembre 1966) è stata una tennista statunitense.

## Carriera
Nel 1907 trionfò agli U.S. National Championships.

## Finali del Grande Slam

### Singolare

#### Vinte (1)
| Anno | Torneo             | Avversario in finale | Risultato |
| 1907 | U.S. Championships | Carrie Neely         | 6-3, 6-2  |

#### Perse (1)
| Anno | Torneo             | Avversario in finale | Risultato     |
| 1908 | U.S. Championships | Maud Barger-Wallach  | 3-6, 6-1, 3-6 |